# كولبساوية
الكولبساوية (الاسم العلمي: Colobini) هي قبيلة من الحيوانات تتبع فصيلة سعادين العالم القديم من رتبة الرئيسيات.

## أجناس الكولبساوية
- الكولبس
- الكولبس الأحمر
- الكولبس الزيتوني